# Habranthus unifolius
Habranthus unifolius är en amaryllisväxtart som först beskrevs av José Arechavaleta, och fick sitt nu gällande namn av Hamilton Paul Traub. Habranthus unifolius ingår i släktet Habranthus och familjen amaryllisväxter.
Artens utbredningsområde är Uruguay. Inga underarter finns listade i Catalogue of Life.